# آلکانییسو

آلکانییسو (به اسپانیایی: Alcañizo) یک شهرستان در اسپانیا است که در استان تولدو واقع شده‌است.

## خصوصیات
آلکانییسو ۱۴ کیلومترمربع مساحت و ۳۳۶ نفر جمعیت دارد و ۳۷۶ متر بالاتر از سطح دریا واقع شده‌است.